# Brouy
Brouy is een gemeente in het Franse departement Essonne (regio Île-de-France) en telt 112 inwoners (1999). De plaats maakt deel uit van het arrondissement Étampes.

## Geografie
De oppervlakte van Brouy bedraagt 8,3 km², de bevolkingsdichtheid is 13,5 inwoners per km².
De onderstaande kaart toont de ligging van Brouy met de belangrijkste infrastructuur en aangrenzende gemeenten.

## Demografie
Onderstaande figuur toont het verloop van het inwonertal (bron: INSEE-tellingen).